# Natalie Cole
Natalie Maria (Natalie) Cole (Los Angeles, 6 februari 1950 – aldaar, 31 december 2015) was een Amerikaanse jazzzangeres en actrice. Ze was de dochter van de jazzzanger Nat King Cole.

## Biografie

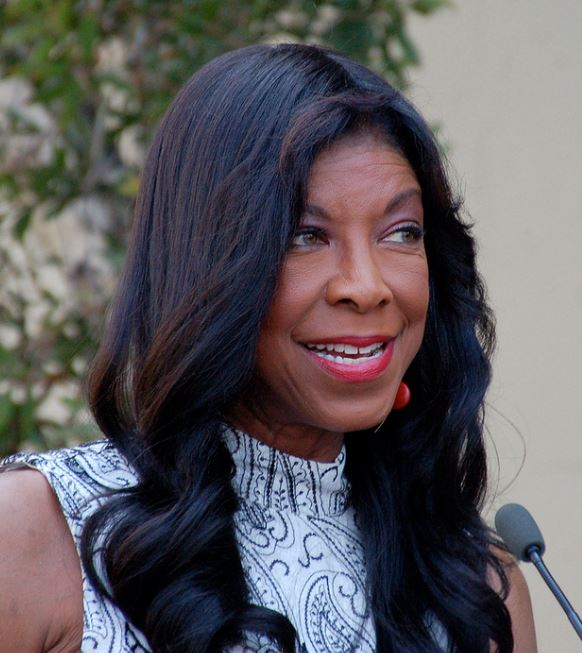
Natalie Cole in mei 2013.

### Beginjaren
Cole maakte haar zangdebuut al op haar zesde, toen ze meezong op het kerstalbum van haar vader. Deze was verbaasd over het talent van zijn dochter en zorgde ervoor dat ze eenmaal per week kon optreden in een nachtclub.
Toen Cole vijftien jaar was, stierf haar vader aan longkanker. Na zijn dood verhuisde het gezin. Cole luisterde naar rock-'n-rollmuziek, die haar inspireerde. Ondertussen studeerde ze aan de universiteit; ze wilde psycholoog worden. Toch bleef zingen haar passie en ze raakte betrokken bij een band, die zowel jazz als rock-'n-roll speelde.
Nadat Cole in 1972 haar diploma had gehaald, werkte ze als zangeres.

### Muzikale carrière
In 1975 kwam haar eerste album "Inseparable" uit, met grote hits als "Inseparable" en "This will be". Voor dit album kreeg ze twee Grammy Awards.
In 1976 kwam haar tweede album uit, dat ze heel toepasselijk "Natalie" noemde. Ook voor dit album kreeg Cole een Grammy. Na dit album volgden in rap tempo nog vier andere albums: "Unpredictable", "Thankful", "Natalie... Live" en "I Love you so". Tussen deze albums door kreeg ze in 1977 een zoon; Robert Adam Yancy. In 1979 kreeg ze een ster op de Hollywood Walk of Fame.
De roem had ook een keerzijde. Nadat Cole het album "We're The best Of Friends" had gemaakt, raakte ze verslaafd aan drugs en alcohol. Toch maakte ze nog drie andere albums: "Don't look back", "Happy Love" en "I'm Ready". In 1983 liet ze zich opnemen in een afkickkliniek, waar ze dertig dagen bleef. Alles leek beter te gaan totdat haar man Marvin Yancy in 1985 op 34-jarige leeftijd stierf aan een hartaanval. Ondanks haar persoonlijke problemen ging Cole door met muziek maken. In 1985 kwam het album "Dangerous" uit, gevolgd door "Everlasting" (1987) en "Good to be back" (1989). In datzelfde jaar trouwde ze met producer Andre Fischer, van wie ze in 1996 scheidde.
Haar best verkopende album maakte Cole in 1991: "Unforgettable... With Love". Hiervan werden veertien miljoen exemplaren verkocht. Door middel van moderne techniek zingt ze op dit album zelfs een "duet" met haar vader. Het album leverde Cole zes Grammy Awards op. Haar album "Take a Look" (1993) was niet zo succesvol als de voorgaande albums. In 1994 bracht Cole een kerstalbum uit, genaamd "Holly and Ivy". Op haar album "Stardust" (1996) zong ze opnieuw een "duet" met haar vader. In datzelfde jaar verscheen haar tweede kerstalbum en in 1999 verscheen haar album "Snowfall on the Sahara", gevolgd door haar derde kerstalbum.
Na al dit succes besloot Cole in 2000 een "Greatest Hits"-album uit te brengen. In 2001 werd een film over haar uitgebracht: "Living for love: The Natalie Cole Story". In datzelfde jaar trouwde Cole bisschop Kenneth Dupree; ze scheidden in 2004. Diverse nummers van Coles voorlaatste album "Ask a Woman who Knows" (2002) werden hits.
In juli 2008 werd bij Cole hepatitis C vastgesteld. Ze vermoedde dat ze deze leverziekte 30 jaar eerder had opgelopen, als gevolg van haar drugsgebruik. Daarna had Cole geregeld hartproblemen. In 2009 onderging zij een niertransplantatie.
Cole overleed in 2015, op 65-jarige leeftijd, in een ziekenhuis in Los Angeles aan idiopathische pulmonale arteriële hypertensie. Bij haar afscheidsdienst zong Stevie Wonder, spraken Lionel Richie, Chaka Khan en Smokey Robinson. Ook Gladys Knight, Johnny Mathis en andere vrienden en collega's namen afscheid van haar. Daarna werd zij begraven bij haar ouders, broer en zus in Forest Lawn Memorial Park. Haar zoon Robert Yancy overleed in augustus 2017, net als zijn vader op jonge leeftijd (39 jaar) en aan een hartaanval.

## Discografie

### Albums
| Album met eventuele hitnotering(en) in de Nederlandse Album Top 100 | Datum van verschijnen | Datum van binnenkomst | Hoogste positie | Aantal weken | Opmerkingen                                    |
| ------------------------------------------------------------------- | --------------------- | --------------------- | --------------- | ------------ | ---------------------------------------------- |
| Inseparable                                                         | 11-05-1975            | -                     |                 |              |                                                |
| Natalie                                                             | 09-04-1976            | -                     |                 |              |                                                |
| Unpredictable                                                       | 02-1977               | -                     |                 |              |                                                |
| Thankful                                                            | 16-11-1977            | -                     |                 |              |                                                |
| Natalie live!                                                       | 13-06-1978            | -                     |                 |              | Livealbum                                      |
| I love you so                                                       | 19-03-1979            | -                     |                 |              |                                                |
| We're the best of friends                                           | 11-1979               | -                     |                 |              | met Peabo Bryson                               |
| Don't look back                                                     | 15-05-1980            | -                     |                 |              |                                                |
| Happy love                                                          | 1981                  | -                     |                 |              |                                                |
| The Natalie Cole collection                                         | 1982                  | -                     |                 |              | Verzamelalbum                                  |
| I'm ready                                                           | 1983                  | -                     |                 |              |                                                |
| Dangerous                                                           | 1985                  | -                     |                 |              |                                                |
| Everlasting                                                         | 17-06-1987            | -                     |                 |              |                                                |
| Good to be back                                                     | 19-04-1989            | 01-07-1989            | 74              | 9            |                                                |
| Unforgettable… with love                                            | 07-06-1991            | 06-07-1991            | 20              | 20           |                                                |
| Twin best now                                                       | 30-09-1992            | -                     |                 |              | Verzamelalbum                                  |
| Take a look                                                         | 24-05-1993            | 03-07-1993            | 54              | 11           |                                                |
| Holly & Ivy                                                         | 01-10-1994            | -                     |                 |              |                                                |
| I've got love on my mind                                            | 16-10-1995            | -                     |                 |              | Verzamelalbum                                  |
| Stardust                                                            | 09-09-1996            | -                     |                 |              |                                                |
| A celebration of Christmas                                          | 29-10-1996            | -                     |                 |              | met José Carreras & Plácido Domingo/ Livealbum |
| This will be: Natalie Cole's everlasting love                       | 03-06-1997            | -                     |                 |              | Verzamelalbum                                  |
| Super best                                                          | 28-01-1998            | -                     |                 |              | Verzamelalbum                                  |
| Snowfall on the Sahara                                              | 22-06-1999            | -                     |                 |              |                                                |
| The magic of Christmas                                              | 19-10-1999            | -                     |                 |              | met London Symphony Orchestra                  |
| Greatest hits, vol. 1                                               | 07-11-2000            | -                     |                 |              | Verzamelalbum                                  |
| Love songs                                                          | 29-01-2001            | -                     |                 |              | Verzamelalbum                                  |
| The best of Natalie Cole                                            | 13-03-2001            | -                     |                 |              | Verzamelalbum                                  |
| Ask a woman who knows                                               | 17-09-2002            | -                     |                 |              |                                                |
| Anthology                                                           | 27-03-2003            | -                     |                 |              | Verzamelalbum                                  |
| Leavin'                                                             | 02-05-2006            | -                     |                 |              |                                                |
| Still unforgettable                                                 | 09-09-2008            | -                     |                 |              |                                                |
| Caroling, caroling: Christmas with Natalie Cole                     | 07-10-2008            | -                     |                 |              |                                                |
| Original album series                                               | 01-05-2010            | -                     |                 |              | Verzamelalbum                                  |
| The most wonderful time of the year                                 | 07-09-2010            | -                     |                 |              | met Mormon Tabernacle Choir / Livealbum        |
| Natalie Cole en Español                                             | 25-06-2013            | -                     |                 |              |                                                |

### Singles
| Single met eventuele hitnotering(en) in de Nederlandse Top 40 | Datum van verschijnen | Datum van binnenkomst | Hoogste positie | Aantal weken | Opmerkingen                                     |
| ------------------------------------------------------------- | --------------------- | --------------------- | --------------- | ------------ | ----------------------------------------------- |
| This will be                                                  | 1975                  | 18-10-1975            | 16              | 6            | Nr. 18 in de Single Top 100                     |
| Pink cadillac                                                 | 1988                  | 07-05-1988            | 25              | 6            | Nr. 26 in de Single Top 100                     |
| Miss you like crazy                                           | 1989                  | 01-07-1989            | 18              | 7            | Nr. 13 in de Single Top 100                     |
| Unforgettable                                                 | 1991                  | 20-07-1991            | 20              | 6            | met Nat King Cole / Nr. 15 in de Single Top 100 |

| Single met hitnotering(en) in de Vlaamse Ultratop 50 | Datum van verschijnen | Datum van binnenkomst | Hoogste positie | Aantal weken | Opmerkingen                                    |
| ---------------------------------------------------- | --------------------- | --------------------- | --------------- | ------------ | ---------------------------------------------- |
| This will be                                         | 1975                  | -                     |                 |              | Nr. 5 in de Radio 2 Top 30                     |
| Pink cadillac                                        | 1988                  | -                     |                 |              | Nr. 15 in de Radio 2 Top 30                    |
| Miss you like crazy                                  | 1989                  | -                     |                 |              | Nr. 10 in de Radio 2 Top 30                    |
| Unforgettable                                        | 1991                  | -                     |                 |              | met Nat King Cole / Nr. 6 in de Radio 2 Top 30 |
| Finally made me happy                                | 2007                  | 21-04-2007            | tip23           | -            | met Macy Gray                                  |

### NPO Radio 2 Top 2000
Van Natalie Cole stond alleen Miss you like crazy in 2000 in de NPO Radio 2 Top 2000, op plek 1993.

## Dvd
- Ask a woman who knows (2002)
- Smile (2004)

## Film/tv
- Freak City (1999)
- Always Outnumbered (1998)
- Lily In Winter (1994)